# Авиашоу Ошкош
Авиашоу Ошкош или просто Ошкош (EAA AirVenture Oshkosh, ранее известное как EAA Annual Convention and Fly-In) — ежегодное собрание любителей авиации, которое проводится каждое лето на площадке аэродрома Виттмана в городе Ошкош, штат Висконсин, США. Авиашоу проводится Экспериментальной Авиационной Ассоциацией (EAA), международной организацией, базирующейся в Ошкоше, и является крупнейшим в своем роде в мире.
Шоу обычно начинается в последний понедельник июля и длится неделю. Во время сбора диспетчерская вышка аэродрома является самой загруженной в мире.

## История
В 1953 году Пол Говард Поберезный основал Экспериментальную Авиационную Ассоциацию (EAA) и выделил место в подвале своего дома для строителей и реставраторов развлекательных самолётов. Первое авиашоу EAA состоялось в сентябре 1953 года на площадке Тиммерман Филд как часть авиасалона Милуоки; менее 150 человек зарегистрировались в качестве посетителей в первый год и только несколько самолётов участвовали в мероприятии. Уже в 1959 году пилотажные выступления EAA стали слишком обширны для авиасалона Милуоки и переместились в Рокфорд, штат Иллинойс, а в 1969 они превысили и возможности аэропорта Рокфорда, вследствие чего при содействии Стива Виттмана авиашоу перебазировалось в Ошкош, штат Висконсин.
Стив Виттман был руководителем аэродрома Ошкоша с 1931 по 1969 год, когда впервые авиаслёт EAA был проведен на территории этого аэродрома. Имя Виттмана после его смерти было присвоено аэродрому, при активном содействии EAA.
В 1997 была изменена форма оплаты за участие в ежегодном авиашоу, что позволило участвовать в его посещении всем желающим, а в 1998 году название ежегодного собрания EAA было изменено на AirVenture Oshkosh.

## Современное состояние
По оценкам ЕАА, посещаемость в 2018 году превысила 600 000 человек, при этом было зарегистрировано 2714 посетителей из 87 стран. На площадке было около 10 000 самолётов, 2979 выставочных самолётов и 976 представителей СМИ с шести континентов, а также 867 коммерческих экспонатов.
Большое количество прилётов и вылетов самолётов в течение рабочей недели позволяет считать диспетчерскую вышку Wittman Field FAA самой загруженной в мире за эту неделю.

## Авиагонки AirVenture Cup
Тем, кто прилетел на авиашоу Ошкош на своем самолёте, организаторы дают возможность испытать себя и свой самолёт, поучаствовав в кубке AirVenture Cup. Впервые гонки прошли в 1997 году. Организаторы поставили перед собой цель дать участникам не только возможность побороться за приз, но и шанс посетить места, где творилась авиационная история:
- Китти Хаук, Северная Каролина — где братья Райт совершили первый полет на своем самолёте;
- Дейтон, Огайо — город, где родился Орвилл Райт;
- Ошкош, Висконсин — место проведения одноимённого авиашоу, крупнейшего в мире праздника малой авиации. Здесь авиагонка финишировала, после чего её участники присоединялись к авиашоу в Ошкоше.

AirVenture Cup возрождает традицию гонок Bendix Trophy, проводившихся в этих местах с 30-х годов двадцатого века.
Позднее гонки выросли из однодневных в двухдневные, и Дейтон теперь был не точкой на карте, над которой пролетали участники гонок, а местом промежуточного финиша. Трасса протяжённостью 1000 морских миль (1850 км) стартовала в Китти Хаук, промежуточный финиш проходит в Дейтоне, и итоговый финиш непосредственно в Ошкоше во время проведения авиасалона. Позднее место финиша гонок было перенесено из-за большого числа участников и, как следствие, большого числа самолётов, садящихся практически одновременно на взлётно-посадочную полосу в месте проведения авиашоу, где и так достаточно большая нагрузка в этот период. В силу того, что многие участники из года в год приезжают на авиашоу Ошкош и принимают участие в гонках, организаторами было принято решение делать различные маршруты каждый год, а сами гонки вновь стали однодневными.
Как правило, в ходе гонок участники так или иначе посещают один или несколько пунктов маршрута первых гонок и исторических мест, связанных с рождением авиации. Так, в 2019 году местом финиша гонок назван аэропорт Дейтона.
На 2019 год гонки включают в себя 19 классов, и их число может быть расширено в зависимости от того, сколько и каких самолётов будет заявлено для участия. AirVenture Cup не имеет фиксированного количества классов, это число зависит от того, какие самолёты будут заявлены на участие в тот или иной год. Общим правилом гонок является тезис о том, что принять в них участие может любой самолёт, с любыми лётно-техническими характеристиками, а победители будут объявлены в каждом классе отдельно. В гонках могут принимать участие как сертифицированные серийные самолёты, так и единичные экземпляры воздушного судна.

## В художественных произведениях
Американский писатель Ричард Бах, частый гость авиашоу Ошкош, упоминает его в сборнике «Дар тому, кто рождён летать»:
В качестве цели мы выбрали слет Ассоциации по экспериментальным самолётам в Ошкоше, штат Висконсин, — достаточное основание для полета, даже если все остальные откажутся в последний момент.